# Conus nusatella
Conus nusatella é uma espécie de gastrópode do gênero Conus, pertencente a família Conidae.